# Clostridium cadaveris
Clostridium cadaveris è una specie di batterio appartenente alla famiglia delle Clostridiaceae.